# 岩見沢郵便局
岩見沢郵便局（いわみざわゆうびんきょく）は北海道岩見沢市にある郵便局。民営化前の分類では集配普通郵便局であった。

## 概要
住所：〒068-8799 北海道岩見沢市9条西2-1-5

## 沿革
- 1884年（明治17年）12月25日 - 岩見沢郵便局（五等）として開設[1]。
- 1891年（明治24年）7月16日 - 為替・貯金取扱を開始。
- 1897年（明治30年）2月21日 - 岩見沢郵便電信局となる。
- 1903年（明治36年）4月1日 - 通信官署官制の施行に伴い岩見沢郵便局となる。
- 1956年（昭和31年）10月21日 - 電話通話および和文電報受付事務の取扱を開始[2]。
- 1958年（昭和33年）11月 - 局舎新築落成。
- 1970年（昭和45年）11月16日 - 利根別簡易郵便局の廃止に伴い、取扱事務を承継。
- 1977年（昭和52年）12月1日 - 岩見沢美園簡易郵便局の廃止に伴い、取扱事務を承継。
- 1980年（昭和55年）7月7日 - 岩見沢市3条西4丁目から、同市9条西2丁目に局舎を新築、移転。
- 1990年（平成2年）12月17日 - 岩見沢四条東簡易郵便局の一時閉鎖[3]に伴い、取扱事務を承継。
- 1998年（平成10年）9月1日 - 外国通貨の両替および旅行小切手の売買に関する業務取扱を開始。
- 2006年（平成18年）9月19日 - 美流渡郵便局から集配業務を移管[4]。
- 2007年（平成19年）10月1日 - 民営化に伴い、併設された郵便事業岩見沢支店に一部業務を移管。
- 2009年（平成21年）9月24日 - 郵便事業岩見沢支店が統括する岩見沢幌向集配センターの廃止に伴い、同支店が取扱業務を承継。
- 2012年（平成24年）10月1日 - 日本郵便株式会社の発足に伴い、郵便事業岩見沢支店を岩見沢郵便局に統合。
- 2015年（平成27年）8月31日 - 北村郵便局から「068-12xx」区域の集配業務を移管。

## 取扱内容
- 郵便、印紙、ゆうパック、内容証明
- 貯金、為替、振替、振込、国際送金、外貨両替・トラベラーズチェック、国債、投資信託
- 生命保険、バイク自賠責保険、自動車保険、がん保険、引受条件緩和型医療保険
- ゆうちょ銀行ATM
- 岩見沢市内の一部地域（068-01xx、068-31xxの旧栗沢町は栗沢郵便局が集配を担当）、樺戸郡月形町内の一部地域の集配業務
- ゆうゆう窓口

## 周辺
- 岩見沢市役所
- 空知総合振興局
- 岩見沢警察署
- 岩見沢市民会館・文化センター（まなみーる）
- 岩見沢市立総合病院
- 北海道岩見沢農業高等学校

## アクセス
- JR函館本線・室蘭本線 岩見沢駅から南東へ約1.5km（徒歩約18分）
- 北海道中央バス（岩見沢営業所）市民会館入口停留所もしくは10条通停留所下車
- 道央自動車道 岩見沢ICから北東へ約2.5km
- 国道12号沿い
- 駐車場あり：20台